# (19356) 1997 GH3
(19356) 1997 GH3 est un astéroïde Amor de 0,91 km de diamètre découvert en 1997.

## Description
(19356) 1997 GH3 a été découvert le 6 avril 1997 à l'observatoire du Haleakalā, un centre de recherche astronomique américain faisant partie de l'Institut d'astronomie de l'Université de Hawaï situé au sommet du volcan Haleakalā sur l'île de Maui, par le programme Near Earth Asteroid Tracking (NEAT).

### Caractéristiques orbitales
L'orbite de cet astéroïde est caractérisée par un demi-grand axe de 2,50 UA, un périhélie de 1,09 UA, une excentricité de 0,56 et une inclinaison de 3,00° par rapport à l'écliptique. Du fait de ces caractéristiques, à savoir un périhélie compris entre 1,017 et 1,3 UA, il est classé comme astéroïde Amor, une famille d'astéroïdes géocroiseurs, s'approchant de l'orbite de la Terre.

### Caractéristiques physiques
(19356) 1997 GH3 a une magnitude absolue (H) de 16,8 et un albédo estimé à 0,34, ce qui permet de calculer un diamètre de 0,91 km.0